# Avenida Massachusetts (Boston)
Massachusetts Avenue, también conocida por los bostonianos como Mass Ave, es una importante vía de Boston, Massachusetts y otras ciudades y pueblos al noroeste de Boston. Según la revista Boston , "Sus 16 millas recorren desde zonas arenosas e industriales hasta suburbios vedes, pasando por mansiones aburguesadas, campuses universitarios y distritos comerciales."

## Edificios notables
- Chester Square (Boston)
- Symphony Hall (Boston Symphony Orchestra)
- Horticultural Hall
- Christian Science Center
- Mapparium
- Berklee College of Music
- Massachusetts Institute of Technology
- Central Square, Cambridge
- Harvard University
- Harvard Square
- Porter Square
- Uncle Sam Memorial Statue
- Lexington Battle Green